# Verandair
 (mai 2025).
L'article doit être relu — et modifié si nécessaire — par des contributeurs indépendants pour apporter un regard critique aux contributions effectuées en violation des conditions d'utilisation de Wikipédia, tant sur la forme (notamment concernant le style encyclopédique, la proportionnalité) que sur le fond (la neutralité de point de vue, la qualité et l'indépendance des sources).
 (mai 2025).
Verandair, anciennement Pool Cover, est une entreprise belge spécialisée dans la fabrication, la vente et l’installation d’abris de piscine et d’abris de terrasse. Pour les particuliers, les professionnels de la restauration, les cafés, les entreprises, l’hôtellerie, les gîtes ou encore les maisons d’hôtes, Verandair conçoit des abris dont la particularité est d’être rétractables.
La société est établie dans le parc industriel de Mariembourg, près de Couvin en Belgique. Elle dispose d’un showroom à Spy près de Namur. Principalement active en Belgique, l’entreprise Verandair exporte également ses produits en Europe et dans le monde entier.

## Historique

### Création de Pool Cover en 1990
C’est en 1990 que Michel Lange fonde la société Pool Cover. Avant cette date, ce fils d’agriculteur parcourait les foires de France afin de vendre différentes structures pour l’extérieur comme des serres de jardin ou des abris de jardin.
Au cours de ces salons et à la suite d'une rencontre avec un revendeur français avec lequel il se lie d’amitié, Michel Lange prend la décision de fabriquer des abris de piscine pour le marché belge.
Il établit alors ses premiers ateliers dans un hangar de la ferme de l’un de ses frères. Il engage ensuite deux ouvriers afin de l’aider à concevoir ses structures et il commence à les vendre et les installer partout en Belgique. À la même époque, Michel Lange établit ses bureaux dans son propre garage.
Pool Cover rencontre un succès rapide. En 10 ans, les commandes se sont multipliées et l’équipe s’est nettement agrandie.

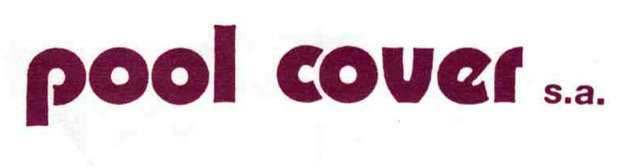
Pool cover

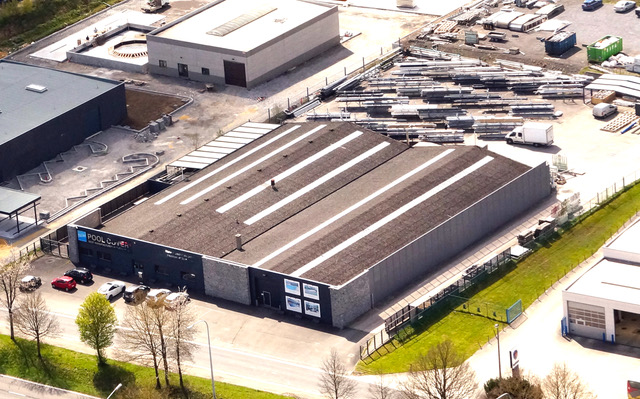
Usine Pool Cover à Mariembourg 2000

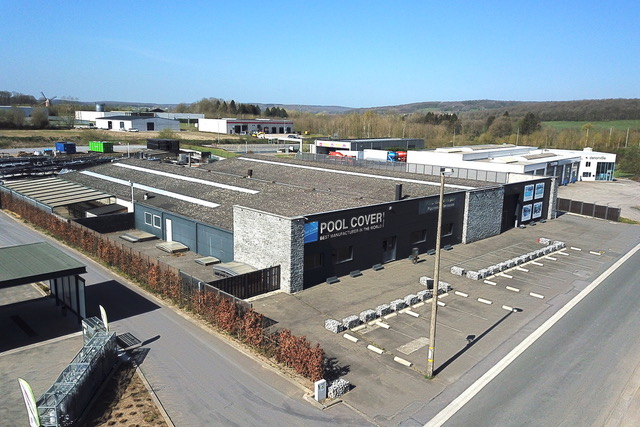
Usine Verandair à Mariembourg

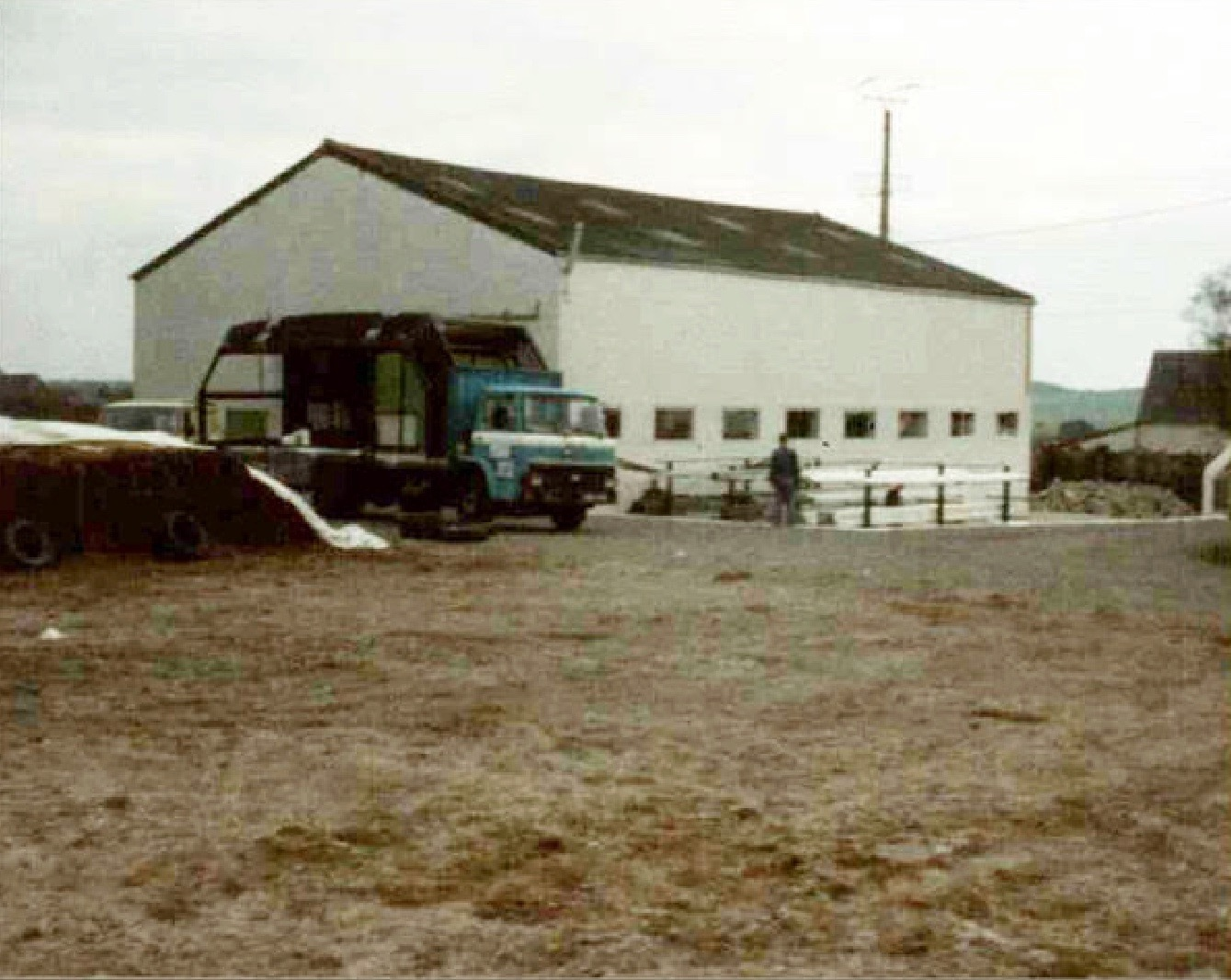
Atelier Pool Cover - Froidchapelle 1990

### Transfert des activités à Mariembourg en 2001
En 2001, riche de son succès croissant, l’entreprise Pool Cover, toujours dirigée par Michel Lange, fait l’acquisition de nouveaux hangars situés à Mariembourg (en Province de Namur).
Il y établit le siège de la société et les ateliers destinés à la production de ses abris de piscine.

### Crise de 2007 à 2010
Avec l’arrivée croissante de concurrents venus de France, d’Espagne et des pays de l’Est proposant des abris de piscine à moindres coûts, la société Pool Cover tente de réduire elle aussi les prix de ses structures sans pour autant en sacrifier la qualité. Les marges se retrouvent fortement réduites.
Pool Cover est alors en grande difficulté financière et est contrainte de demander une procédure de réorganisation judiciaire auprès du tribunal de commerce de Dinant, en 2008.
Cette requête est acceptée le 25 avril 2010, pour une durée de six mois. Grâce à cela, la société peut procéder à une restructuration.
Cette même année, le 3 juin 2010, Michel Lange décède. La succession à la tête de l’entreprise revient alors à son fils, Rudy Lange.

### Restructuration en 2010

#### Les abris de piscine Premium
En 2010, après avoir subi un échec important, l’entreprise prend un nouveau tournant dans son histoire. Afin de se réorienter, la société prend le parti de renouveler son offre et de l’étendre.
Pool Cover opte pour une refonte de sa gamme d’abris de piscine et décide de proposer une offre Premium, à ses clients. Tous les composants et matériaux sont alors améliorés pour permettre de créer des structures plus résistantes et plus durables.
Dans cette optique, et les produits étant devenus plus haut-de-gamme, les prix sont augmentés et le SAV amélioré.
Ce positionnement s’avère difficile à assumer car le marché n’est alors pas encore mature. Avec le temps, la demande pour ce type de produit augmente et l’entreprise parvient à s’imposer sur le marché.

##### Les abris de terrasse
En 2010, grâce à l’amélioration des structures, Pool Cover étend son activité au marché des abris de terrasse.
Afin d’améliorer encore le confort et la qualité de ces abris de terrasse, l’entreprise décide d’utiliser du verre en lieu et place du plexiglas utilisé jusqu’alors.

##### Réorganisation du personnel
En 2010, et à la suite de la décision d’utiliser des matériaux de meilleure qualité en vue d’améliorer ses abris, Pool Cover prend la décision d’engager du personnel hautement qualifié. De l’expérience en création de vérandas et de la créativité sont requises pour permettre d’installer des abris de piscine sur des terrasses.

##### Réorientation sur le marché belge
Jusqu’en 2010, la proportion d’exportation des produits est de 25 %. Cette année-là, la société prend la décision de se reconcentrer sur le marché belge; un marché bien connu de Pool Cover et sur lequel il est nécessaire de se repositionner avant d’envisager à nouveau l’export.

### De 2010 à 2016: moins d’abris de piscine et plus d’abris de terrasse
Entre 2010 et 2016, la proportion entre le nombre d’abris de piscine et le nombre d’abris de terrasse vendus s’inverse. La société commence à vendre davantage de structures destinées à la protection des terrasses.
Pour répondre à cette réalité du marché, Pool Cover innove et améliore son offre de vérandas.

### 2016: début de la refonte technique des produits
Afin de répondre davantage aux attentes de la clientèle en matière d’abris de terrasse, il faut créer des produits spécifiquement destinés à ces espaces.
Pour cela, la société Pool Cover décide d’investir et de repenser de A à Z des vérandas rétractables conçues pour abriter les terrasses. Le produit fini, un abri de terrasse utilisant des techniques de pointe, devrait être commercialisable à l’horizon 2022.

### 2017: seconde crise
En 2017, à la suite des nombreux investissements de l’entreprise et à sa réorientation, celle-ci subit à nouveau une crise financière. À deux doigts de la faillite, la société réussit à se relever grâce à l’ouverture de son premier showroom fin 2017.

### Portes ouvertes du premier showroom fin de l’année 2017
À la fin de l’année 2017, Pool Cover dévoile au grand public son tout nouveau showroom. Situé à Spy (en Province de Namur), dans le zoning industriel à proximité de la E42, cet espace de presque 1000m2 doit permettre aux clients potentiels de découvrir l’ensemble de la gamme proposée à la vente par l’entreprise.
Cet espace imposant offre une vue d’ensemble et la possibilité de manipuler les structures conçues par Pool Cover.

### 2019: Pool Cover devient Verandair
Avec la réorientation et à la proportion toujours plus importante des abris de terrasse dans le volume de ventes de l’entreprise, le nom de Pool Cover ne fait plus forcément sens pour la clientèle.
En 2019, Pool Cover devient donc Verandair. Ce nom est choisi car il est plus en adéquation avec les produits liés à la terrasse.
Verandair, c’est la contraction des mots « Véranda » et « Air ». « Véranda » parce que les structures installées par la société sur les terrasses font partie de cette gamme de produits. « Air » parce que ces vérandas sont dites rétractables. C’est-à-dire qu’il est possible de faire coulisser leurs parois afin de faire rentrer plus ou moins d’air, de lumière et de chaleur à l’intérieur de la structure.

## Produits fabriqués et installés par Verandair

### Les abris de terrasse rétractables
En matière d’abris de terrasse, la société Verandair propose aux clients de bénéficier d’une structure capable de s’ouvrir vers l’extérieur. Dans ce but, elle a opté pour la manufacture de vérandas dites « rétractables ».

### Les vérandas rétractables
La véranda rétractable est une véranda pour les particuliers et les professionnels, à installer sur une terrasse. Posée sur des rails, elle peut être « repliée » afin d’ouvrir l’espace sur l’extérieur. Elle est réalisable dans plusieurs dimensions, selon les besoins, et a plusieurs options de personnalisation (couleur, panneaux opaques, etc.).

### Le CUBE: la micro véranda rétractable
Depuis fin 2020, en réaction à la crise sanitaire, Verandair propose des vérandas individuelles destinées aux professionnels de la restauration et de l’évènementiel. Elles peuvent accueillir une table pour plusieurs personnes ou des évènements en « bulles ».

### Les abris de piscine
L’abri de piscine est le produit historique de la société Verandair, qui en fabrique depuis 1990. Parmi sa gamme, Verandair propose des modèles de différentes tailles pour protéger les piscines : les abris bas, les abris mi-hauts, les abris haut et les abris de piscine pour collectivités,,.

### Le tunnel d’inspection automobile GENIUS
GENIUS est un tunnel de lumière rétractable spécialement conçu pour l’industrie automobile. Il est notamment utilisé pour améliorer le contrôle de la qualité de la carrosserie des véhicules en fin de chaîne de production ou après une réparation. Le tunnel de lumière proposé ici possède la particularité d’être une structure en aluminium entièrement rétractable. GENIUS est particulièrement adapté aux ateliers mécaniques aux espaces limités, les garages et les carrossiers.

## L’usine
Depuis son achat en 2000, le bâtiment de Mariembourg, où se situe l’usine, a beaucoup évolué. Sa surface est aujourd’hui d’environ 2 000 m2. C’est là que sont entièrement conçus tous les produits de la gamme Verandair. Bien qu’il s’agisse d’une production à grande échelle, la confection et les finitions des différents produits sont toujours réalisés à la main pour répondre aux spécificités de chaque projet.

## Les showrooms

### Showroom de Spy
Le premier showroom de la société Verandair est créé à Spy (en Province de Namur) en 2017. Il permet aux clients de voir les abris montés. C’est également là qu’ils configurent toutes les options de leur futur abri et obtiennent un devis détaillé avant le passage d’un technicien à leur domicile.

## Revue de presse
en 1990 :
de-france-eureka-debarque-a-froidchapelle-un-projet-de-_t-19900727-Z02XXP.html
en 2001 :
https://www.dhnet.be/archive/pool-cover-devoile-sa-nouvelle-usine-a-mariembourg-51b86f03e4b0de6db9a53d10
en 2003 :
https://www.dhnet.be/archive/une-formation-en-entreprise-51b83ef5e4b0de6db9a19b39
https://plus.lesoir.be//art/couvin-premiere-mondiale-pool-cover-elargit-sa-gamme_t-20030909-Z0NHWP.html
https://www.dhnet.be/archive/premiere-en-septembre-51b83ed2e4b0de6db9a198a4
en 2002 - 2006 :
https://www.sogepa.be/fr/news/22_pool-cover
en 2004 :
https://www.lalibre.be/archive/salon-eureka-2004-53eme-retour-vers-le-futur-51b886f8e4b0de6db9ab2d03
en 2009 :
https://m.lavenir.net/cnt/342989
https://www.dhnet.be/archive/delicieuse-praline-lolla-51b7e871e4b0de6db997636e
en 2010 :
https://www.eurospapoolnews.com/actualites_piscines_spas-fr/32156.htm
https://www.lavenir.net/cnt/38856527
https://www.eurospapoolnews.com/directory-fr/151-pool,cover.htm
en 2011 :
https://www.lavenir.net/cnt/dmf20110924_00049346
https://plus.lesoir.be//art/couvin-une-pme-sauvee-de-la-noyade_t-20110920-01L610.html
en 2012 :
https://www.sudinfo.be/art/348083/article/regions/namur/2012-03-14/economie-il-sauve-son-entreprise-de-la-faillite
https://www.eurospapoolnews.com/actualites_piscines_spas-fr/39490-pool,cover,abri,piscine,extra,large,camping,domaine,diane.htm
en 2013 :
https://www.sogepa.be/assets/1d4a914b-70e8-43c7-822e-2d35f273bf2f/rapport-annuel-2012-2013-sogepapdf.pdf
http://docplayer.fr/78203928-Sogepa-un-nouvel-elan-pour-soutenir-les-entreprises-en-redeploiement-2012-2013-rapport-annuel.html
https://www.lavenir.net/cnt/dmf20130713_00335517
https://www.piscinesplus.be/constructeur-piscine/projet/95
https://www.lavenir.net/cnt/dmf20130713_00335580
en 2014 :
https://www.sogepa.be/fr/news/22_pool-cover
https://issuu.com/walloniedesign/docs/wal_design_50ss3_light/98
https://portail-wallonie.valid.wallonie.be/sites/default/files/2019-06/VLW%2025%20AUTOMNE%202014.pdf
en 2015 :
https://www.zwembadenplus.be/artikels/techniek/pool-cover
https://www.eurospapoolnews.com/nouveautes_piscines_spas-fr/49443-pool,cover,belgique,abri,piscine,altariva.htm
https://www.lavenir.net/cnt/dmf20150625_00669681
https://www.sudinfo.be/art/1319543/article/2015-06-26/couvin-pool-cover-lance-un-appel-a-temoins-suite-a-un-vol-de-17-machines
en 2017 :
https://bib.henallux.be/index.php?lvl=notice_display&id=558911
https://www.lavenir.net/cnt/dmf20170210_00957895/pool-cover-pourrait-tripler-sa-production
https://www.lavenir.net/cnt/dmf20171120_01087651/haut-de-gamme-100pct-belge
https://www.eurospapoolnews.com/actualites_piscines_spas-fr/54448-everblue,poolcover,abris,piscine,premium.htm
en 2018 :
https://www.eurospapoolnews.com/actualites_piscines_spas-fr/57728-showroom,verandair,poolcover,namur,verandas,pergolas,abris,piscine.htm
en 2020 :
https://www.horecaplatform.be/verandair-fabricant-exclusif-de-veranda/?lang=fr
en 2021 :
http://geco-asbl.be/2021_03_01_GECO%20Magazine_LR.pdf
https://lanouvellegazette.sudinfo.be/781361/article/2021-05-03/le-restaurant-matthiassea-innove-avec-de-nouveaux-chalets-comme-la-maison